# Ấn Độ thuộc Bồ Đào Nha
Quốc gia Ấn Độ (tiếng Bồ Đào Nha: Estado da Índia), cũng được gọi là Quốc gia Ấn Độ thuộc Bồ Đào Nha (Estado Português da Índia, EPI) hoặc trước đây nó được gọi là Ấn Độ thuộc Bồ Đào Nha (Índia Portuguesa) là một quốc gia của Đế quốc Bồ Đào Nha, được thành lập sáu năm sau khi sự khám phá một tuyến đường biển giữa Bồ Đào Nha và Tiểu lục địa Ấn Độ để phục vụ như là cơ quan chủ quản của một chuỗi các pháo đài và thuộc địa Bồ Đào Nha ở nước ngoài.

## Lịch sử

### Hạ cánh và Bồ Đào Nha chiếm đóng
Người Bồ Đào Nha đầu tiên đến Ấn Độ là Vasco da Gama. Ông đổ bộ vào ngày 20 tháng 5 năm 1498 tại Calicut (nay là Kozhikode). Kể từ đó, Bồ Đào Nha đã kiểm soát khu vực này.

### Ấn Độ độc lập
Khi Ấn Độ chính thức độc lập vào năm 1947, cần phải chuyển chủ quyền của Ấn Độ thuộc Bồ Đào Nha sang Ấn Độ, nhưng ngay cả khi Tòa án Công lý Quốc tế và Đại hội đồng Liên Hợp Quốc đã bỏ phiếu thuận lợi cho Ấn Độ vào những năm 1950, Bồ Đào Nha đã không đồng ý.
Năm 1954, một nhóm người Ấn Độ chiếm Dadra-Nagar Haveli. Bồ Đào Nha yêu cầu Ấn Độ cho phép quân đội Bồ Đào Nha đi qua lãnh thổ Ấn Độ để vào khu vực này để khôi phục quản trị, nhưng Ấn Độ từ chối. Vào tháng 8 năm 1961, Ấn Độ chính thức chiếm đóng khu vực và trở thành lãnh thổ liên bang của Ấn Độ. Vào ngày 12 tháng 12 năm 1961, Ấn Độ sáp nhập Goa vào, Dammam và Diu, và sau 26 giờ bị bắn, đã chiếm thành công ba địa điểm và sáp nhập chúng vào lãnh thổ Ấn Độ. Lúc đầu, ba nơi được hình thành thành một lãnh thổ liên bang của Ấn Độ. Đến ngày 30 tháng 5 năm 1987, Goa trở thành một tiểu bang của Ấn Độ, trong khi Daman và Diu tiếp tục là một lãnh thổ liên bang.
Sau khi Ấn Độ chiếm đóng Ấn Độ thuộc Bồ Đào Nha, chính phủ Salazar ở Bồ Đào Nha đã từ chối công nhận chủ quyền của Ấn Độ đối với vùng đất này và thành lập một chính phủ lưu vong cho vùng lãnh thổ này và chính phủ này tiếp tục giữ ghế trong Quốc hội Bồ Đào Nha. Năm 1974, sau "Cách mạng hoa cẩm chướng" của Bồ Đào Nha, chính phủ mới tuyên bố từ bỏ tất cả các thuộc địa, đồng thời công nhận chủ quyền của Ấn Độ đối với Ấn Độ thuộc Bồ Đào Nha và nối lại quan hệ ngoại giao với Ấn Độ. Tuy nhiên, chính phủ Bồ Đào Nha vẫn tự động cấp quyền công dân Bồ Đào Nha cho các cựu công dân Ấn Độ thuộc Bồ Đào Nha và mở lãnh sự quán tại Goa năm 1994.